# Knox (Maine)
Knox és una població dels Estats Units a l'estat de Maine (EUA). Segons el cens del 2000 tenia 747 habitants.

## Demografia
Segons el cens del 2000, Knox tenia 747 habitants, 283 habitatges, i 208 famílies. La densitat de població era de 9,9 habitants/km².
Dels 283 habitatges en un 38,9% hi vivien nens de menys de 18 anys, en un 62,2% hi vivien parelles casades, en un 8,5% dones solteres, i en un 26,5% no eren unitats familiars. En el 20,5% dels habitatges hi vivien persones soles el 8,1% de les quals corresponia a persones de 65 anys o més que vivien soles. El nombre mitjà de persones vivint en cada habitatge era de 2,64 i el nombre mitjà de persones que vivien en cada família era de 3,06.
Per edats la població es repartia de la següent manera: un 27,7% tenia menys de 18 anys, un 6,6% entre 18 i 24, un 30,5% entre 25 i 44, un 21,8% de 45 a 60 i un 13,4% 65 anys o més.
L'edat mediana era de 37 anys. Per cada 100 dones de 18 o més anys hi havia 101,5 homes.
La renda mediana per habitatge era de 33.333 $ i la renda mediana per família de 39.107 $. Els homes tenien una renda mediana de 26.179 $ mentre que les dones 22.386 $. La renda per capita de la població era de 14.468 $. Entorn del 10,7% de les famílies i el 13,2% de la població estaven per davall del llindar de pobresa.